# Mittelpaulinum

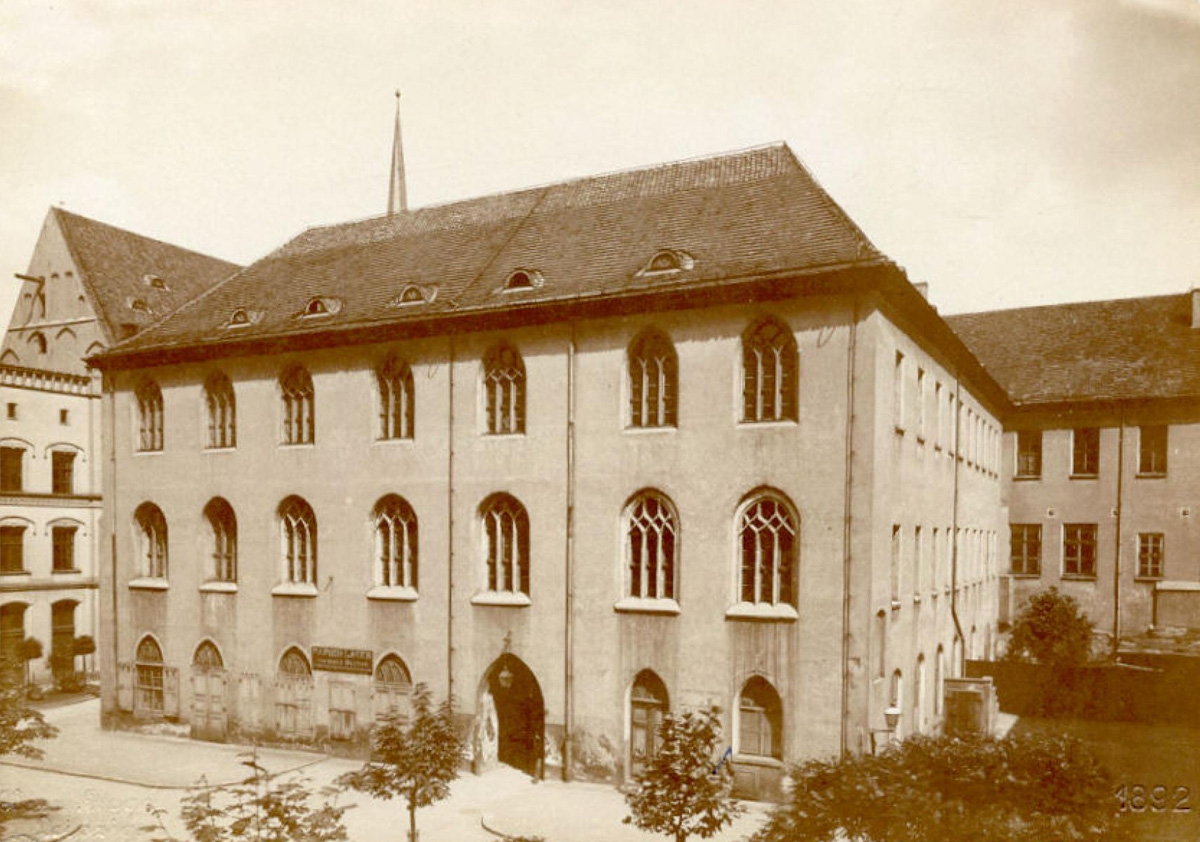
Das Mittelpaulinum um 1890

Das Mittelpaulinum war ein historisches Gebäude der Universität Leipzig auf dem Gelände des ehemaligen Paulinerklosters. Es beherbergte über nahezu 350 Jahre hinweg die Universitätsbibliothek (Bibliotheca Paulina). 1892 wurde das Mittelpaulinum abgerissen.

## Lage und Gestalt
Das Mittelpaulinum lag zentral auf dem 1543 an die Universität Leipzig übertragenen Klostergelände, dem Collegium Paulinum. Aus dieser Mittellage rührt wohl auch der Name. Es war mit weiteren Gebäuden verbunden und teilte den Hof des Paulinums in einen vorderen, in Richtung Alter Neumarkt (ab 1839 Universitätsstraße) gelegenen, und einen hinteren.
Das Mittelpaulinum war ein zwei-, später dreistöckiges Gebäude mit sieben Fensterachsen. Das Erdgeschoss besaß eine auf Säulen ruhende Gewölbedecke. Die Schmuckseite des Hauses mit gotischen Fenstern war dem vorderen Paulinerhof zugewandt.

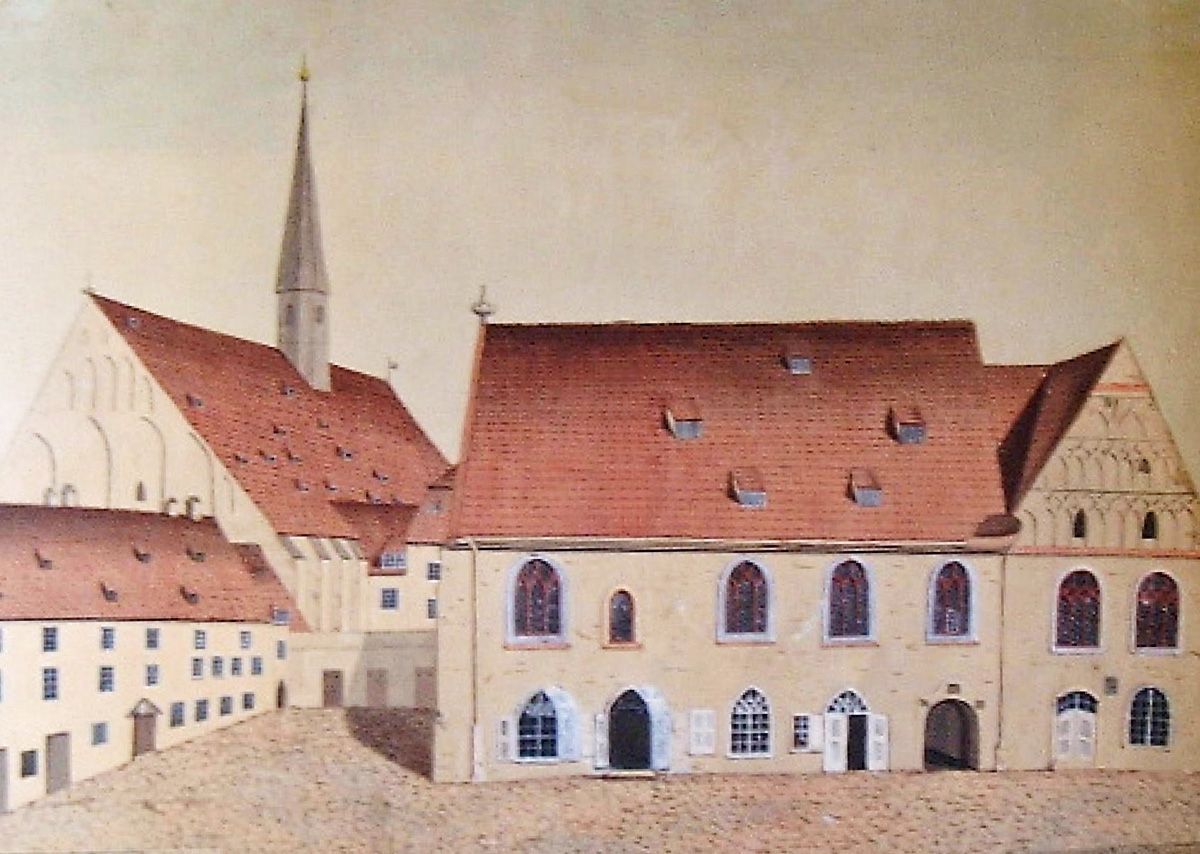
Das Mittelpaulinum von Westen um 1800
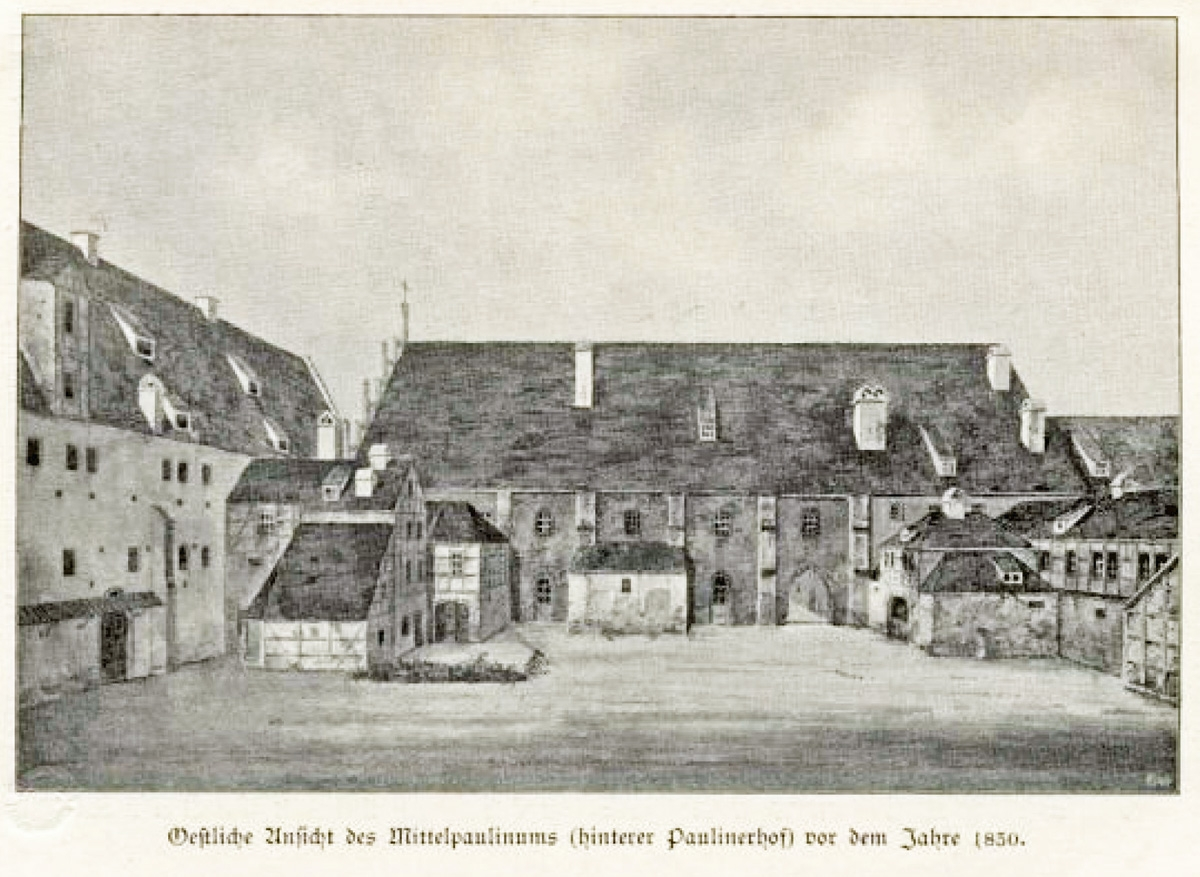
Ostansicht vor 1830
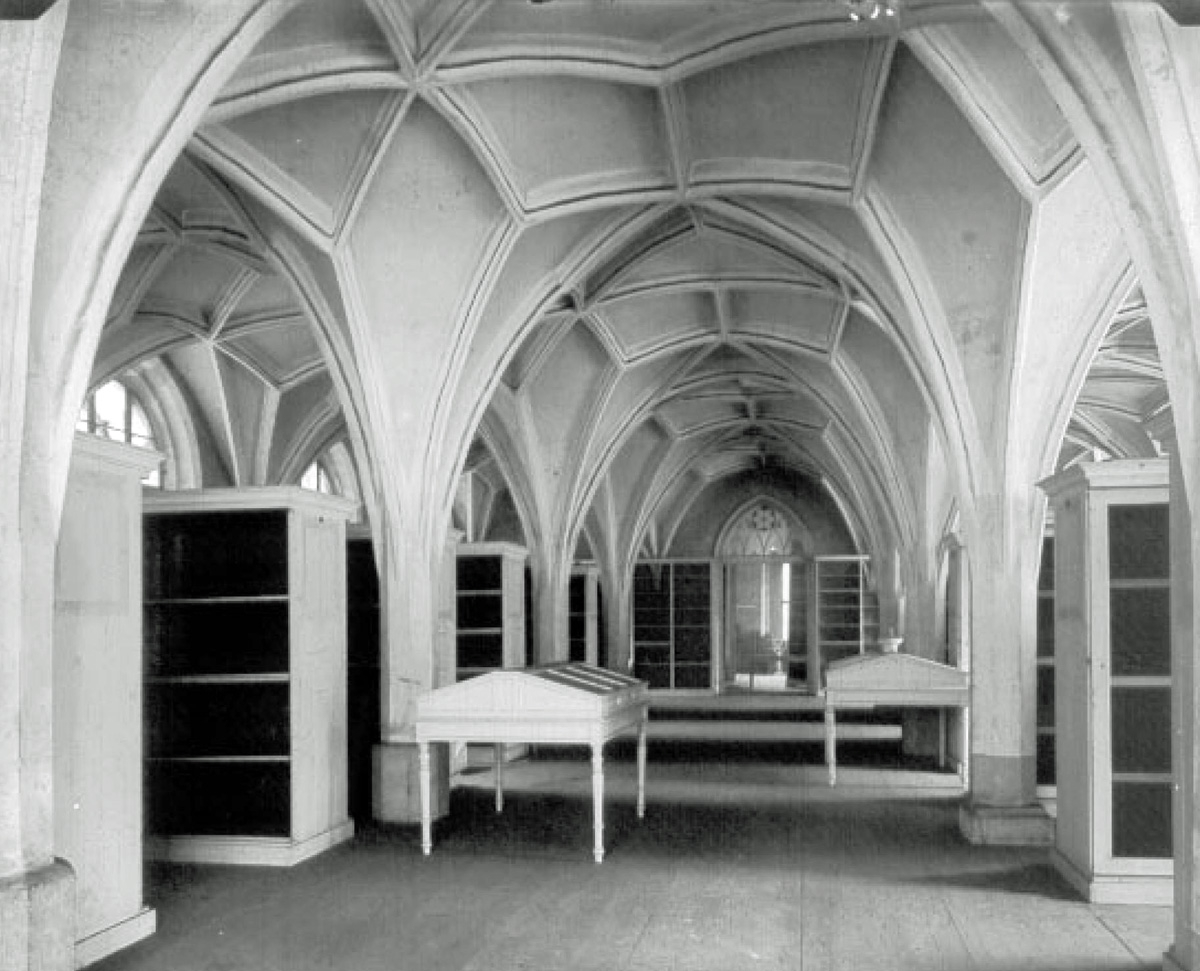
Bibliothekssaal vor dem Abriss
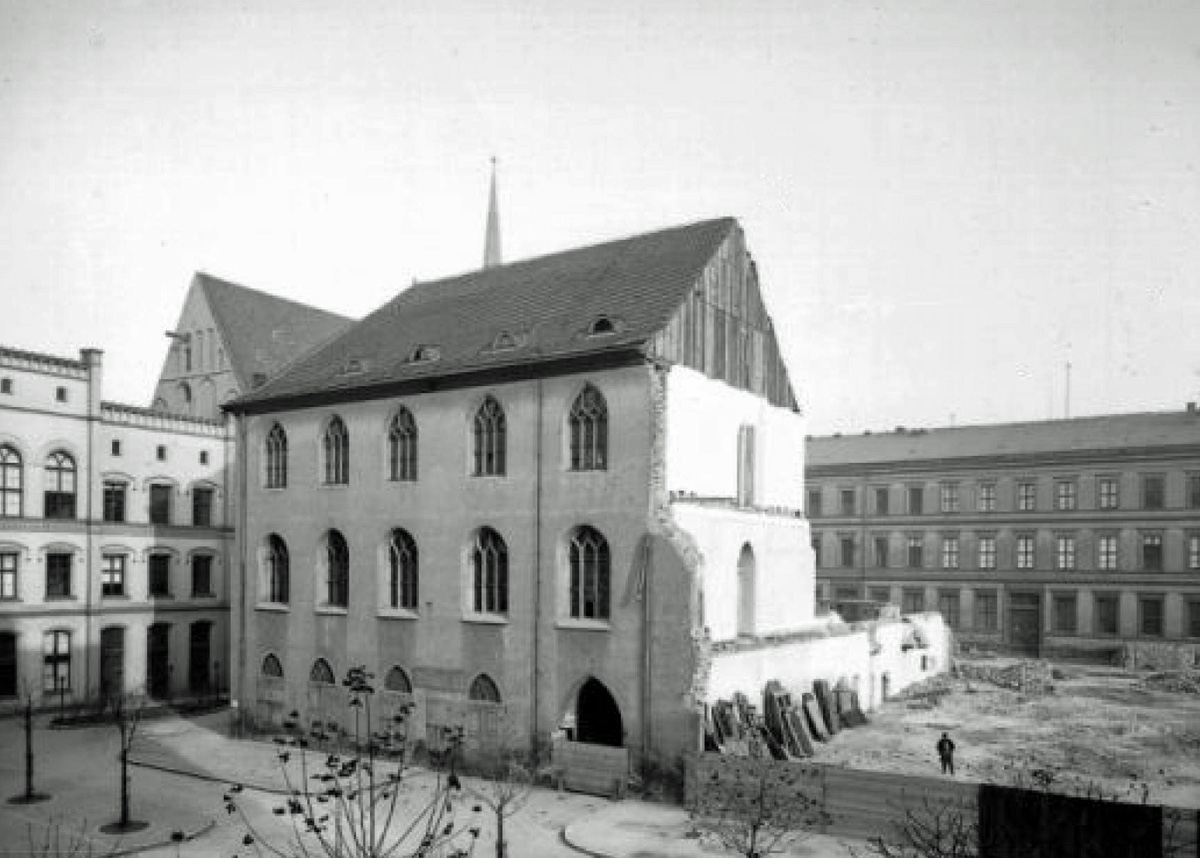
Der Abriss des Mittelpaulinums
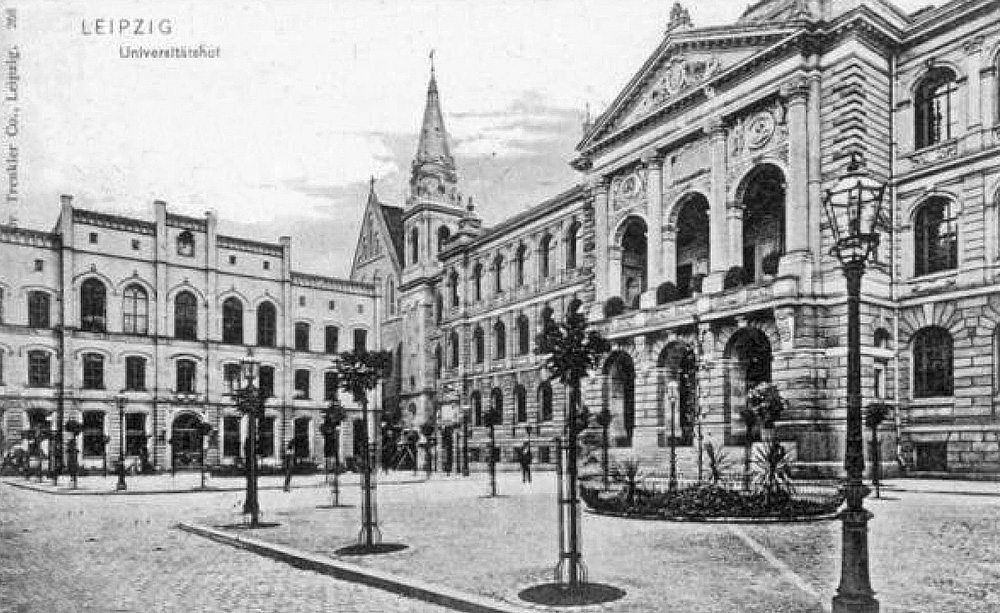
Das Albertinum an der Stelle des Mittelpaulinums

## Geschichte
Während der Klosterzeit hatten die Mönche im Erdgeschoss des Mittelpaulinums die Klosterbrauerei eingerichtet. Nach der Übernahme des Klosters durch die Universität vereinigte der Rektor Caspar Borner  1544 die Bibliotheken der Artistenfakultät und des Großen Fürstenkollegs und brachte sie im ersten Stock des Mittelpaulinums unter. Er sorgte dafür, dass die Bibliotheken der umliegenden säkularisierten Klöster der Universität übereignet wurden. Damit erhielt die Universität Leipzig als wesentlichen Grundstock ihrer Bibliothek Buch- und Handschriftenbestände aus neun Klöstern.
Mit der Universität wuchs auch die Bibliothek in den folgenden Jahrhunderten. Bekannte Bibliothekare waren  Joachim Feller, Christian Gottlieb Jöcher und Ernst Gotthelf Gersdorf (ab 1833 erster hauptamtlicher Direktor der Bibliothek). Bis zum Beginn des 19. Jahrhunderts waren die Klosterbauten nahezu ohne Umbauten genutzt worden. Als dann ab 1831 durch Albert Geutebrück am Augustusplatz das Augusteum erbaut worden war, zog die Bibliothek 1835/36 wegen Platzmangels dorthin. Aber 1844 wurde das Mittelpaulinum ebenfalls durch Geutebrück um ein zweites Stockwerk erweitert, und die Bibliothek kehrte 1846 zurück.
Hier blieb sie, bis in den 1890er Jahren eine weitere Universitätsbauphase unter der Regie von Arwed Rossbach begann, in deren Verlauf 1892 das Mittelpaulinum abgerissen und an seiner Stelle als Neubau das Albertinum errichtet wurde. Inzwischen war 1891 in der Beethovenstraße der großzügige Neubau der Universitätsbibliothek Albertina fertiggestellt worden.
Das Mittelpaulinum wurde aber nicht nur durch die Bibliothek genutzt. Auch Mediziner waren hier beheimatet. Johann Christian Schamberg hielt in dem im Jahr 1704 gegründeten Anatomischen Theater (Theatrum Anatomicum) seine Vorlesungen. 1872 wurden die Chirurgischen und Inneren Polikliniken einschließlich der pädiatrischen Sprechstunde in das Mittelpaulinum verlegt. Von 1841 bis 1843 waren auch die Anfänge der Gipsabgusssammlung der Universität Leipzig im Mittelpaulinum untergebracht. Bis zum Umbau 1844 enthielt es auch einen studentischen Speisesaal.